# 呪文 (X-ファイルのエピソード)
「呪文」（原題：Die Hand Die Verletzt）は『X-ファイル』のシーズン2第14話で、1995年1月27日にFOXが初めて放送した。なお、原題の「Die Hand Die Verletzt」は劇中冒頭に出てきた台詞の一部で、ドイツ語で「傷つける手」を意味する語句である。

## スタッフ
- 監督 - キム・マナーズ
- 脚本 - グレン・モーガン、ジェームズ・ウォン

## キャスト

### レギュラー
- デイヴィッド・ドゥカヴニー - フォックス・モルダー特別捜査官
- ジリアン・アンダーソン - ダナ・スカリー特別捜査官

### ゲスト
- ダン・バトラー - ジム・オースブリー
- スーザン・ブロンマート - フィリス・H・パドック
- ヘザー・マコーム - シャノン・オースブリー

## あらすじ
ニューハンプシャー州ミルフォードにあるクロウリー高校では生徒たちがイベントを前に盛り上がっていたが、PTAの一団はそれをよく思っていなかった。悪魔崇拝者たちでもあるこの一団は、生徒たちが『グリース』と『ジーザス・クライスト・スーパースター』のどちらを上演するのか気をもんでいた。
その後、生徒たちのグループが森で黒魔術の儀式ごっこをするが、怪現象が発生してしまい、一目散に逃げ出す。翌朝、逃げ遅れたと思われる一人の惨殺死体が発見され、モルダーとスカリーが捜査に当たる。当初2人は、PTAの一団の「生徒たちの儀式によって悪魔が解放されてしまった」という主張に懐疑的だった。しかし、空からカエルが降ってきたり、排水溝に流れる水が逆向きの螺旋を描いたりする様子を見たモルダーはPTAの主張を信じざるを得なくなった。
事件の犯人は臨時教員のフィリス・H・パドックであり、犠牲者の心臓を自分のデスクに保管していた。教員のジム・オースブリーは同僚を疑うが、他の教員たちは外部犯説を主張していた。
一方、ジムの義理の娘であるシャノンは、授業で豚の胎児の解剖実験をしていたところ、豚の胎児の心臓が脈打ち、頭が動く様子を目の当たりにして気絶する。
その後、シャノンは義父を含む悪魔崇拝者たちに強姦され、その時にできた子を儀式で堕胎されたことをモルダーとスカリーに告白する。2人はジムを問いただしたが、彼は身に覚えがないと言うばかりであった。放課後、シャノンは解剖の課題を終わらせるために学校に居残っていたところ、教員控え室にいたパドックの魔術によって操られ、メスで手首を切る。一方、ジムは他の悪魔崇拝者たちがシャノンを生贄にしようとしているという事実を知る。悪魔への信仰心よりも娘を守りたいという感情が上回り、彼はモルダーに悪魔崇拝グループの存在を明かした。ジムはシャノンが妊娠している最中に儀式が執り行われたことを認めたが、娘につらい思いをさせたくない気持ちから、メディアに知らせぬようモルダーに頼んだ。その頃、パドックを調べていたスカリーは、採用担当者ですら彼女のことを全く知らない上に、履歴書などの資料が一切ないことを知る。スカリーが自分のことをかぎ回っていることに気が付いたパドックは、スカリーのペンを盗み出し、それを媒介にしてスカリーになりすました上でモルダーを電話で呼び出す。地下室でジムを縛り付けていたモルダーが学校に向かう間、ジムはパドックに操られた巨大な蛇に呑まれる。
学校に到着したモルダーは、スカリーから電話をかけていないことを知らされる。それから、2人は床に倒れたパドックを発見し、彼女が悪魔崇拝者に襲われたと思い込まされ、すぐさま犯人の捜索に向かう。
だが、2人は悪魔崇拝者たちに捕まり、悪魔の歓心を取り戻すための生贄にされそうになる。そのとき、パドックが魔術を使って悪魔崇拝者たちを皆殺しにする。モルダーとスカリーはパドックの下に急行するが、そこに彼女の姿はなく、黒板に「さようなら。一緒にあいつらを始末できて良かった。」というメッセージが残されていた。

## 製作

### 脚本執筆
製作総指揮を務めるグレン・モーガンとジェームズ・ウォンが、本エピソードを執筆した。本エピソードは、モーガンが思いついた「人間を食う蛇」というアイデアを基に発展した。2人は『宇宙の法則』の製作に専念するために、本エピソードを最後に『X-ファイル』の製作から一時離脱することとなった。パドック先生が黒板に残した「一緒に働けて楽しかった」というメッセージは、スタッフから2人に宛てたメッセージでもあった。その後、2人はシーズン4で再び本作の製作に復帰している。
クロウリー高校の名前はイギリスのオカルティストであるアレイスター・クロウリーにちなんで付けられたものである。また、本エピソードに登場するデボラ・ブラウンとポール・ヴィタリスはネット上にいた『X-ファイル』のファンの名前から取られている。ただ、後者のモデルとなった批評家のポーラ・ヴィタリスは『X-ファイル』を見始めたのはシーズン3からだったと述べている。なお、パドック先生の名前はウィリアム・シェイクスピアの戯曲『マクベス』に出てくる悪魔の名前から取られている。

### 撮影
本エピソードはキム・マナーズが監督を務めた最初のエピソードとなったが、当初の予定では別の人間が監督に起用されていたものの、直前になってその人物が降板したため、急遽マナーズが起用された。マナーズはスティーブン・J・キャネルと同じく、脚本家と監督が共同でキャスティング、ロケ地選び、撮影に当たるべきと考えていたため、スタッフたちから「モーガンやウォンと対立するのではないか」と心配された。しかし、モーガンがマナーズの考えに合わせる意向を表明したため、そのままマナーズが監督を務めることになった。
当初、カエルが空から降ってくるシーンはおもちゃを使用して撮影される予定だったが、見た目が不格好だった上に、着地しても跳ねないという欠点があったため、本物のカエルが使用された。蛇が階段を降りてくるシーンにも本物の蛇が使用されたが、蛇を操るのは至難の業であった。ジム役のダン・バトラーは動物嫌いであったため、地下室でのシーンを撮影している最中、一言も発することができない状況に陥った。恐怖の余りに本物の汗が出たため、メイク班は偽の汗を用意する必要がなくなった。

## 内容の分析
ロバート・シャーマンとラース・パーソンはその著書『Wanting to Believe: A Critical Guide to The X-Files, Millennium & The Lone Gunmen』において、本エピソードが既成宗教、特に上辺だけの信仰者に対するパロディになっているという仮説を提示している。2人は「『呪文』に登場する信仰者はステレオタイプなキリスト教徒ではなく、悪魔崇拝者である。」と指摘しつつも、本エピソードにおける主なジョークが「宗教的信仰が水に流され、口だけの信心に転化し、その儀礼と教義が心地よいものに再解釈されるさまを突いている。」と述べている。また、2人はパドック（不信心者を自ら裁いた）とパウロ（不信心者を非難したが、自ら裁きを下すことはなかった）と対比的に論じている。
『A.V.クラブ』のトッド・ヴァンデルワーフは扉のモチーフが本エピソードに頻出していることを指摘し、「ドアを開けるということは別の世界と繋がることであり、古代の悪魔を現代に引き入れることにもなり得る。」と述べている。

## 評価
1995年1月27日、FOXは本エピソードを初めてアメリカで放映し、1770万人の視聴者（1020万世帯）を獲得した。
『エンターテインメント・ウィークリー』は本エピソードにA-評価を下し、「モルダーとスカリーは、身も凍るようなイメージと不気味な台詞に満ちた労作に寄り道した。」「ブロンマートの演技は大いに悪魔がかっていた。」と評している。ヴァンデルワーフは本エピソードにA評価を下し、「『X-ファイル』が違った方向へ進もうとしていることの好例であるが、これまでと同じ番組だという感が残っている。」「面白いし邪悪さを感じる。」と述べており、ラストシーンに関しては「モルダーとスカリーが完全に相手の術中にハマったのは珍しいが、自由意志まで奪われたわけではない。それがこのエピソードを良いジョークたらしめている。」と称賛している。シャーマンとピアソンは本エピソードに5つ星評価で満点となる星5つを与えている。
クリス・カーターは本エピソードを「炎や悪しきもの、強いもので遊ぶことに対して警告している物語だ。」「PTAに悪魔崇拝者がいたり、空からヒキガエルが降ってきたりと、『呪文』はコミカルな感じで幕を開ける。しかし、物語が進むにつれて、どんどんダークになっていく。」と評している。